# Isaure Luzet
Isaure Luzet, née le 9 décembre 1899 à Luxeuil-les-Bains et morte le 14 juillet 1994 à Corenc, est une pharmacienne, résistante française et Juste parmi les nations,. 
Elle est aussi conseillère municipale à la ville de Grenoble de 1947 à 1959.

## Biographie

### Enfance et formation
Isaure Luzet est la fille d'un ancien officier devenu distillateur et de Mathilde née Morin, gérante d'une école-garderie. Son père meurt en 1908, et elle s'installe à Grenoble avec sa mère.
Enfant, elle pratique le scoutisme au sein de la section neutre de la Fédération française des éclaireuses (FFE), section neutre. Totémisée Otarie, elle devient ensuite cheftaine à la section Paris-Luxembourg, puis devient cadre au sein de la FFE. Pendant la seconde guerre mondiale, elle y est commissaire à la santé, aux côtés de Madeleine Fonlupt, et participe à la formation des cheftaines.
Elle réalise des études de pharmacie et devient vers 1920 une des premières femmes pharmaciennes de France.
Vers 1935, elle manifeste contre l'Action française.  

### Résistance pendant la Seconde Guerre mondiale
En 1939, elle est propriétaire de la pharmacie Le Dragon à Grenoble. Elle loge avec sa mère au dessus de la pharmacie. Engagée au sein de la Croix-Rouge au début de la guerre, elle est affectée au poste de secours contre les bombardements aériens.
La pharmacie se situe face au couvent de Notre-Dame-de-Sion où des sœurs religieuses participent au sauvetage d'enfants juifs. La supérieure du couvent, Mère Magda Zech, Juste parmi les nations, organise un réseau de sauvetage. Isaure Luzet participe à ce réseau en convoyant des enfants juifs et en leur fournissant de faux papiers. Son appartement personnel permet aux sœurs du couvent de mettre à l'abri les fugitifs lorsqu'une visite des allemands est annoncée ou que le couvent est surveillé. 
Au sein du couvent, elle collabore notamment avec Sœur Joséphine. En 1943, elle part en uniforme de cheftaine éclaireuse à Limoges pour y chercher Rita Verda, une jeune fille juive de 10 ans, et la ramener au couvent. Elle l'accueille ensuite plusieurs fois lors de week-end ou de vacances à son domicile.
Isaure Luzet apporte aussi son aide à La Sixième, réseau clandestin des Éclaireurs israélites de France où elle collabore notamment avec Liliane Klein-Lieber. En août 1942, elle accueille chez elle Édith Kremsdorf, autre membre de La Sixième,.
Au sein de la résistance, Isaure Luzet est connue sous les pseudonymes de Claude ou Le Dragon. Parmi les multiples actions de résistance qu'elle réalise, elle apporte des vivres aux maquisards, enterre des hommes tombés dans le Vercors, et procure des faux papiers et des cartes d'alimentation. Elle est aussi membre du réseau de parachutage Mathilda des forces françaises combattantes (FFC) et du réseau Périclès, fondé par Robert Lagarde,,.
Sa carte de la Croix-Rouge et son uniforme d'éclaireuse lui permette de circuler plus librement dans Grenoble et de mener ses actions de résistance discrètement. Malgré ses précautions, Isaure Luzet est accusée par des miliciens de fabrication de faux papiers et conduite à la police. Interrogée par un policier résistant, elle est finalement relâchée.

### Conseillère municipale et affaire Finaly
Après la guerre, Isaure Luzet est élue conseillère municipale de Grenoble sur la liste centriste de 1947 à 1959, notamment avec le maire Léon Martin.
Elle est impliquée dans les années 1950 dans l’affaire Finaly. En 1944, les Finaly, un couple juif, confie leurs deux enfants à des sœurs religieuses afin de les protéger. Ce couple est déporté quelques jours plus tard et ils décèdent en camp de concentration. Après la guerre, les membres survivants de la famille Finaly souhaitent récupérer la garde des enfants. La directrice catholique de la crèche municipale, Antoinette Brun, qui s'en occupe alors et qui les a fait baptiser en 1948, se fait nommer tutrice, et refuse la demande de la famille. 
Dans le contexte d'une implication croissante des autorités dans l'affaire, Isaure Luzet aide Antoinette Brun et lui fournit des faux papiers pour cacher les enfants. Elle est arrêtée le 3 mars 1953 avec d'autres personnes impliquées dans l'affaire. À la suite de cette arrestation, un accord est trouvé et elle est libérée le lendemain,.

## Reconnaissance et distinctions
- Médaille de la Résistance française (décret du 11 mars 1947)[16].
- Reconnue Juste parmi les nations par Yad Vashem en 1988 pour ses actions de sauvetage d'enfants juifs, grâce à Rita Verda et malgré son implication dans l'Affaire Finaly.

En 2016, sa tombe est à l'abandon et fait l'objet d'une restauration. À la suite de la rénovation de sa tombe, une cérémonie en sa mémoire est organisée au cimetière Saint-Roch en 2017.